# Apulo
Apulo, fino al 1975 Rafael Reyes, è un comune della Colombia facente parte del dipartimento di Cundinamarca.
Il centro abitato venne fondato da Hernan Venegas Carrillo nel 1544.